# M53 (天体)
座標:  13h 12m 55.25s, +18° 10′ 05.4″
M53は、かみのけ座にある球状星団である。

## 概要
りょうけん座のM3のミニチュアとも言われるが、実際にはM53の方が規模が大きい。
双眼鏡では小さく明るくまるい星雲状に見える。周囲の微星は口径9.5cmの望遠鏡から見え始めるとサゴは言っている。口径10cmで条件が良ければ、中心部がざらざらした感じで、周辺部に微星が沢山見える。口径30cmでは中心部まで星が分離する。明るいので高倍率でも暗くならずよく見える対象である。

## 観測史
1775年2月3日にヨハン・ボーデが発見した。ボーデは「かみのけ座10番星の東。新星雲。望遠鏡をとおして、まるく綺麗で鮮やか」と記している。ウィリアム・ハーシェルは「これまで記憶にあるものの中では、最も美しいながめの一つ。充実した球のような形にみえ、ぎっしりとつめこまれて光り輝き、その周辺を無数の微星がとりまいている。M10に似ている」とした。ジョン・ハーシェルは「星がまばらにつらなり、蟹の短い足のようである」とした。ロス卿は「一点に凝集していない。この小さな範囲に4～5カ所の集中点がある」と記した。ハーロー・シャプレーは変光星を50個発見し、続いてカフェイは46個追加した。